# Faddoi
Faddoi  est une ville du Soudan du Sud, dans l'État de Jonglei.